# Esh-Sheikh Mohammed
Cheikh Mohammad  (în arabă الشيخ محمد) este un sat în Guvernoratul Akkar, Liban. Situat la 400 de metri deasupra nivelului mării, între doi munți, are vedere la câmpia Akkar și la mare. Este format din aproximativ 450 de case, 99% din populație fiind creștini, în mare parte ortodocși greci,  catolicii melkiti și maroniți. Acest mic sat conține două școli, una primară și una secundară, precum și două biserici, una datând de sute de ani. Și primul spital din AKKAR, „Spitalul AKKAR Rahal” sau „Hôpital AKKAR Rahal-HAR”. 

## Istoric
În 1838, Eli Smith a remarcat satul, ai cărui locuitori erau ortodocși greci, situat în regiunea „Akkar”.
În 1856 a fost numit Sheikh ̈Muhammed pe Harta Kiepert a Palestinei/Libanul a fost publicată în acel an.

## Viața satului
Satul este împărțit în două secțiuni, partea superioară și cea inferioară. Partea superioară este formată în principal din familiile Bitar și Khoury. Partea inferioară este formată în principal din familiile El-Cheikh, Rahal, Mahfoud, Boustani, Taoum, Helwe și Yaacoub, familia Halloun fiind cea mai proeminentă și mai bogată, făcându-și averea în industria construcțiilor australiană. Deși mulți dintre membrii familiilor au călătorit în străinătate pentru a scăpa de războiul civil din 1975-1990, mulți s-au întors în ultimii ani. Multe dintre ele s-au extins și s-au mutat în multe țări, inclusiv Australia, Statele Unite ale Americii, Canada, Franța, Brazilia, Venezuela și Argentina.  
Cheikh Mohammad se află la cinci minute de mers pe jos de  Halba, capitala guvernoratului Akkar, oferind acces rapid la toate nevoile gospodăriilor.